# Resistin
Resistin ist ein Peptidhormon, das vom Fettgewebe abgesondert wird. Synonym wird es als FIZZ3 oder ADSF (engl. adipocyte-specific secretory factor) bezeichnet. Die Rolle von Resistin ist Gegenstand zahlreicher Untersuchungen. Es wurde ein Zusammenhang zwischen diesem Hormon und Insulinresistenz, Typ-2-Diabetes bzw. Adipositas postuliert, der aber noch nicht eindeutig bestätigt wurde.
Das Präpeptid von Resistin besteht beim Menschen aus 108 Aminosäuren, bei der Maus und der Ratte aus 114. Es hat eine Molekülmasse von etwa 12,5 kDa.

## Entdeckung
Resistin wurde 2001 durch die Arbeitsgruppe von Mitchell A. Lazar an der medizinischen Fakultät der Universität von Pennsylvania entdeckt. Es wurde Resistin genannt, da die Injektion bei Mäusen zu Insulinresistenz führte.

## Humanes Resistin in transgenen Mäusen
Humanes Resistin, das von transgenen Mäusen exprimiert wird, verbessert die Überlebensraten der Nager im Fall einer gramnegativen bakteriellen Sepsis, die durch eine unkontrollierte Immunantwort auf endotoxisch wirksame Lipopolysaccharide (LPS) verschlimmert wird.